# Summer Sanders
Summer Elisabeth Sanders, née le 13 octobre 1972 à Roseville (Californie), est une ancienne nageuse américaine, devenue animatrice de télévision. En 1992, elle obtient le titre de nageuse américaine de l'année.
En 2006, elle anime l'émission Skating with Celebrities. En 2010, elle participe à la saison 3 de The Celebrity Apprentice.

## Palmarès
| Jeux olympiques             |                |                |
| Or                          | 1992 Barcelone | 200 m papillon |
| Argent                      | 1992 Barcelone | 200 m 4 nages  |
| Bronze                      | 1992 Barcelone | 400 m 4 nages  |
| Championnats du monde       |                |                |
| Or                          | 1991 Perth     | 200 m papillon |
| Argent                      | 1991 Perth     | 200 m 4 nages  |
| Bronze                      | 1991 Perth     | 400 m 4 nages  |
| Championnats pan-pacifiques |                |                |
| Argent                      | 1989 Tokyo     | 200 m 4 nages  |
| Or                          | 1991 Edmonton  | 200 m papillon |
| Or                          | 1991 Edmonton  | 200 m 4 nages  |
| Or                          | 1991 Edmonton  | 400 m 4 nages  |